# Chauve Souris (Praslin)
Chauve Souris – prywatna wysepka (o wymiarach 150 × 50 m) położona ok. 400 m od wyspy Praslin, w zatoce Anse Volbert na Oceanie Indyjskim, w grupie Wysp Wewnętrznych w Republice Seszeli. Granitowa wychodnia pokryta jest głazami granitowymi i tropikalną roślinnością – głównie egzotycznymi krzewami ozdobnymi. Do nielicznych przedstawicieli fauny zaliczyć można scynki, gekony i kilka gatunków ptaków. Na wyspie znajduje się mały ośrodek Chauve Souris Relais.